# Poa huecu
Poa huecu är en gräsart som beskrevs av Parodi. Poa huecu ingår i släktet gröen, och familjen gräs. Inga underarter finns listade i Catalogue of Life.